# 罗苏瓦 (瓦兹省)
罗苏瓦（法語：Rosoy，法語發音：[ʁozwa]）是法国瓦兹省的一个市镇，属于克莱蒙区。

## 地理
罗苏瓦（49°20'25"N, 2°30'4"E）面积4.95 平方千米，位于法国上法蘭西大區瓦兹省，该省份为法国北部内陆省份，北起索姆省，西接厄尔省和滨海塞纳省，南至塞纳-马恩省和瓦兹河谷省，东临埃纳省。
与罗苏瓦接壤的市镇（或旧市镇、城区）包括：拉布吕耶尔、昂日库尔、巴耶瓦勒、桑克、利扬库尔、大萨西、韦尔德罗讷。
罗苏瓦的时区为UTC+01:00、UTC+02:00（夏令时）。

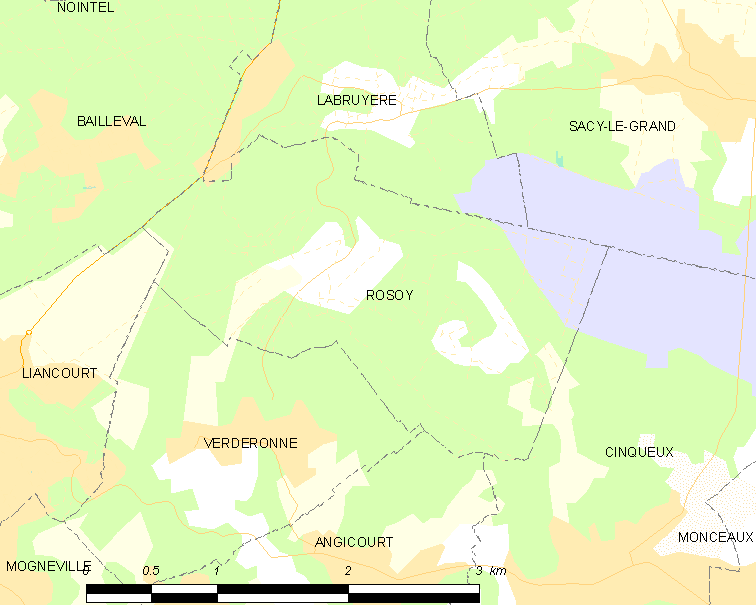
罗苏瓦的OSM定位图

## 行政
罗苏瓦的邮政编码为60140，INSEE市镇编码为60547。

## 政治
罗苏瓦所属的省级选区为克莱蒙县。

## 人口

1962-2008年间罗苏瓦人口变化图示

罗苏瓦于2022年1月1日时的人口数量为622人。